# چومران
چومران، روستایی است از توابع بخش مرکزی شهرستان چایپاره استان آذربایجان غربی ایران.

## جمعیت
این روستا در دهستان بسطام قرار داشته و بر اساس سرشماری سال ۱۳۸۵ جمعیت آن ۷۷نفر (۱۵ خانوار) 
بوده است.